# دوآب
كلمة دوآب هي كلمة فارسية مركبة من دو بمعنى الرقم اثنين، وآب بمعنى ماء أو مطر ويطلق اسم دوآب على سهلٍ محصور بين نهرين. «الدوآب» هو الدوآب ما بين نهر الغانج ونهر جمنة الذي يلتقى به بالقرب من مدينة الله آباد. في البنجاب خمسة دوآبات أيضًا.

## الدوآب
«الدوآب» هو الدوآب ما بين نهر الغانج ونهر جمنة.

## دوآبات البنجاب
- سندھ ساگر دوآب هو الدوآب ما بين نهر سنده (دریائے سندھ) ونهر جهلم (دریائے جہلم)
- جیچ یا چج دوآب هو الدوآب ما بين نهر جهلم ونهر جناب (دریائے چناب)
- رچنا دوآب هو الدوآب ما بين نهر جناب ونهر راوي (دریائے راوی)
- باری دوآب هو الدوآب ما بين نهر راوي ونهر بياس (دریائے بیاس)
- بیست دوآب هو الدوآب ما بين نهر بياس ونهر ستلج (دریائے ستلج)